# 伊斯克拉 (楚河区)
伊斯克拉是吉尔吉斯斯坦楚河州楚河区下辖的一个村。根据2009年吉尔吉斯共和国人口普查，全村人口为2533人。